# Obsjtina Dolni Dăbnik
Obsjtina Dolni Dăbnik (bulgariska: Община Долни Дъбник) är en kommun i Bulgarien.   Den ligger i regionen Pleven, i den centrala delen av landet, 120 km nordost om huvudstaden Sofia.
Obsjtina Dolni Dăbnik delas in i:
- Bărkatj
- Gorni Dăbnik
- Gradina
- Krusjovitsa
- Petărnitsa
- Sadovets

Följande samhällen finns i Obsjtina Dolni Dăbnik:
- Dolni Dăbnik